# María Gembero Ustárroz
María Gembero Ustárroz (Pamplona, 18 de febrero de 1959) es una historiadora y musicóloga española.

## Biografía
Natural de Pamplona, y especialista en la música de Navarra, recibió formación y se licenció en Historia en la Universidad de Navarra en 1981 y ese mismo año obtuvo también el Título Profesional de Piano en el Conservatorio "Pablo Sarasate" de Pamplona. Diez años más tarde, en 1991, se doctoró en Musicología en la Universidad de Granada, con la tesis La música en la catedral de Pamplona durante el siglo XVIII, publicada por la misma Universidad en 1992. Fue premio fin de carrera de Piano y también obtuvo el extraordinario de licenciatura y el Premio de Investigación y Estudio musicológico Rafael Mitjana (1992).
Entre los años 1982 y 1991 ejerció como profesora de Piano y catedrática de Estética e Historia de la Música en el Conservatorio Pablo Sarasate de Pamplona, y entre 1991 y 2007 como profesora de Historia y Ciencias de la Música en la Universidad de Granada. En paralelo, ha ofrecido numerosos conciertos de música de cámara y ha colaborado en actividades desarrolladas por la capilla de música de la catedral de Pamplona, la orquesta Santa Cecilia y la del Conservatorio Superior de Música de Navarra.

## Obra
Es autora de numerosos estudios y libros musicales como La formación musical de Sebastián de Alberro (1722-1756), La música en Navarra en el siglo XVIII: estado de la cuestión y problemática para su estudio, La música de los espectáculos públicos pamploneses del siglo XVIII, La música en la catedral de Pamplona durante el siglo XVIII y El patronazgo ciudadano en la gestión de la música eclesiástica: la parroquia de San Nicolás de Pamplona (1700-1800). Es también una colaboradora de la Enciclopedia General Ilustrada del País Vasco y ha publicado en prestigiosas revistas y editoriales europeas y americanas, y últimamente está desarrollando una exhaustiva investigación sobre la música en el Archivo General de Indias de Sevilla. Gembero también ha escrito la primera historia general de la música en Navarra, Navarra. Música, editado por el Departamento de Cultura del Gobierno de Navarra.
Desde el 2007 Científica Titular del Consejo Superior de Investigaciones Científicas (CSIC) en la Institución Milá y Fontanals de Barcelona, dentro del área de Musicología. Sus líneas de investigación son la Historia de la música española (siglos XVI-XIX), y las relaciones entre España e Hispanoamérica durante la época colonial, el patrimonio musical español y la historia musical de Navarra. Actualmente está trabajando en los proyectos "Libros de polifonía hispana (1450-1650): catálogo sistemático y contexto histórico" y "Fondo de Música Tradicional de la Institución Milá y Fontanals".